# Emmy Clarke
Emmy Clarke, pseudonimo di Mary Elizabeth Clarke (Mineola, 25 settembre 1991), è un'attrice statunitense.

## Biografia
All'età di un anno la sua famiglia si trasferì in Texas, a sei anni nuovamente si spostò in Gran Bretagna, a Londra, dove Mary Elizabeth frequenta la TASIS England, scuola americana nella capitale britannica, per far ritorno a undici anni negli Stati Uniti, a New York.
Il soprannome "Emmy" deriva dalle prime due iniziali del suo nome. Emmy ha due fratelli, un fratello più giovane, Patrick, e una sorella più giovane, Bridget. Attualmente vive nella contea di Fairfield, nel Connecticut.

### Carriera
La sua prima apparizione avviene in una produzione italiana, in un piccolo ruolo nel film per la televisione La mia casa in Umbria, nel 2003, per il quale vince il premio, come Miglior Interpretazione in un film per la televisione, miniserie o speciale, al Supporting Young Actress Young Artist Award nel 2004.
Ma è con la partecipazione al famoso serial Detective Monk, diretto da David Hoberman nel ruolo di Julie Teeger (figlia di Natalie, l'assistente di Adrian Monk), che Emmy Clarke acquista popolarità, divenendo, con il trascorrere degli anni, il suo personaggio sempre più importante all'interno della serie televisiva.
Nel novembre del 2006 ottiene il ruolo di Grace Arbus nel film Fur - Un ritratto immaginario di Diane Arbus, diretto da Steven Shainberg.
Dopo la chiusura della serie Monk ed avendo iniziato a frequentare la Fordham University di New York, le sue apparizioni si fanno sempre più sporadiche, infine decide di abbandonare la recitazione per dedicarsi ad altri progetti personali.

## Filmografia

### Cinema
- Fur - Un ritratto immaginario di Diane Arbus (Fur: An imaginary portrait of Diane Arbus), regia di Steven Shainberg (2006)
- Apartment Troubles, regia di Jennifer Prediger & Jess Weixler (2014)

### Televisione
- La mia casa in Umbria (My House in Umbria), regia di Richard Loncraine – film TV (2003)
- Detective Monk (Monk) – serie TV, 24 episodi (2005-2009)
- The Line, regia di Michael Dinner - film TV (2010)
- Daddy! - serie TV, episodio 1x03 (2013)

### Doppiaggio
- The Strange Adventures of Gravemind the Warlock - webserie su YouTube, 1 episodio (2020)

## Doppiatrici italiane
Nelle versioni in italiano delle opere in cui ha recitato, Emmy Clarke è stata doppiata da:
- Veronica Puccio ne La mia casa in Umbria
- Giulia Tarquini in Monk (st. 3)
- Rossa Caputo in Monk (ep. 4x01)
- Giulia Franceschetti in Monk (ep. 4x02-14, st. 5-8)
- Virginia Brunetti in Fur - Un ritratto immaginario di Diane Arbus

## Riconoscimenti
- Supporting Young Artist Award
  - 2003 - Miglior interpretazione in un film TV o miniserie per La mia casa in Umbria